# Iōannīs Kousoulos
Iōannīs Kousoulos (in greco Ιωάννης Κούσουλος?; Limassol, 14 giugno 1996) è un calciatore cipriota, difensore dell'Omonia e della nazionale cipriota.

## Caratteristiche tecniche
È un difensore centrale.

## Carriera

### Club
Ha giocato nella prima divisione cipriota.

### Nazionale
Il 23 marzo 2018 ha esordito con la nazionale cipriota disputando l'amichevole pareggiata 0-0 contro il Montenegro.

## Statistiche

### Cronologia presenze e reti in nazionale
| Cronologia completa delle presenze e delle reti in nazionale ― Cipro | Cronologia completa delle presenze e delle reti in nazionale ― Cipro | Cronologia completa delle presenze e delle reti in nazionale ― Cipro | Cronologia completa delle presenze e delle reti in nazionale ― Cipro | Cronologia completa delle presenze e delle reti in nazionale ― Cipro | Cronologia completa delle presenze e delle reti in nazionale ― Cipro | Cronologia completa delle presenze e delle reti in nazionale ― Cipro | Cronologia completa delle presenze e delle reti in nazionale ― Cipro |
| Data                                                                 | Città                                                                | In casa                                                              | Risultato                                                            | Ospiti                                                               | Competizione                                                         | Reti                                                                 | Note                                                                 |
| -------------------------------------------------------------------- | -------------------------------------------------------------------- | -------------------------------------------------------------------- | -------------------------------------------------------------------- | -------------------------------------------------------------------- | -------------------------------------------------------------------- | -------------------------------------------------------------------- | -------------------------------------------------------------------- |
| 23-3-2018                                                            | Nicosia                                                              | Cipro                                                                | 0 – 0                                                                | Montenegro                                                           | Amichevole                                                           | -                                                                    | 79’                                                                  |
| 20-5-2018                                                            | Amman                                                                | Giordania                                                            | 3 – 0                                                                | Cipro                                                                | Amichevole                                                           | -                                                                    |                                                                      |
| 6-9-2018                                                             | Oslo                                                                 | Norvegia                                                             | 2 – 0                                                                | Cipro                                                                | UEFA Nations League 2018-2019 - 1º turno                             | -                                                                    |                                                                      |
| 9-9-2018                                                             | Nicosia                                                              | Cipro                                                                | 2 – 1                                                                | Slovenia                                                             | UEFA Nations League 2018-2019 - 1º turno                             | -                                                                    |                                                                      |
| 13-10-2018                                                           | Sofia                                                                | Bulgaria                                                             | 2 – 1                                                                | Cipro                                                                | UEFA Nations League 2018-2019 - 1º turno                             | -                                                                    | 39’                                                                  |
| 16-10-2018                                                           | Lubiana                                                              | Slovenia                                                             | 1 – 1                                                                | Cipro                                                                | UEFA Nations League 2018-2019 - 1º turno                             | -                                                                    |                                                                      |
| 16-11-2018                                                           | Nicosia                                                              | Cipro                                                                | 1 – 1                                                                | Bulgaria                                                             | UEFA Nations League 2018-2019 - 1º turno                             | -                                                                    |                                                                      |
| 19-11-2018                                                           | Nicosia                                                              | Cipro                                                                | 0 – 2                                                                | Norvegia                                                             | UEFA Nations League 2018-2019 - 1º turno                             | -                                                                    |                                                                      |
| 21-3-2019                                                            | Nicosia                                                              | Cipro                                                                | 5 – 0                                                                | San Marino                                                           | Qual. Euro 2020                                                      | 1                                                                    |                                                                      |
| 24-3-2019                                                            | Nicosia                                                              | Cipro                                                                | 0 – 2                                                                | Belgio                                                               | Qual. Euro 2020                                                      | -                                                                    |                                                                      |
| 8-6-2019                                                             | Glasgow                                                              | Scozia                                                               | 2 – 1                                                                | Cipro                                                                | Qual. Euro 2020                                                      | 1                                                                    |                                                                      |
| 11-6-2019                                                            | Nižnij Novgorod                                                      | Russia                                                               | 1 – 0                                                                | Cipro                                                                | Qual. Euro 2020                                                      | -                                                                    |                                                                      |
| 6-9-2019                                                             | Nicosia                                                              | Cipro                                                                | 1 – 1                                                                | Kazakistan                                                           | Qual. Euro 2020                                                      | -                                                                    | 45+2’                                                                |
| 9-9-2019                                                             | Serravalle                                                           | San Marino                                                           | 0 – 4                                                                | Cipro                                                                | Qual. Euro 2020                                                      | 2                                                                    |                                                                      |
| 10-10-2019                                                           | Astana                                                               | Kazakistan                                                           | 1 – 2                                                                | Cipro                                                                | Qual. Euro 2020                                                      | -                                                                    |                                                                      |
| 13-10-2019                                                           | Nicosia                                                              | Cipro                                                                | 0 – 5                                                                | Russia                                                               | Qual. Euro 2020                                                      | -                                                                    |                                                                      |
| 16-11-2019                                                           | Nicosia                                                              | Cipro                                                                | 1 – 2                                                                | Scozia                                                               | Qual. Euro 2020                                                      | -                                                                    |                                                                      |
| 19-11-2019                                                           | Bruxelles                                                            | Belgio                                                               | 6 – 1                                                                | Cipro                                                                | Qual. Euro 2020                                                      | -                                                                    | 67’                                                                  |
| 5-9-2020                                                             | Strovolos                                                            | Cipro                                                                | 0 – 2                                                                | Montenegro                                                           | UEFA Nations League 2020-2021 - 1º turno                             | -                                                                    |                                                                      |
| 8-9-2020                                                             | Nicosia                                                              | Cipro                                                                | 0 – 1                                                                | Azerbaigian                                                          | UEFA Nations League 2020-2021 - 1º turno                             | -                                                                    | 57’                                                                  |
| 10-10-2020                                                           | Lussemburgo                                                          | Lussemburgo                                                          | 2 – 0                                                                | Cipro                                                                | UEFA Nations League 2020-2021 - 1º turno                             | -                                                                    |                                                                      |
| 13-10-2020                                                           | Elbasan                                                              | Azerbaigian                                                          | 0 – 0                                                                | Cipro                                                                | UEFA Nations League 2020-2021 - 1º turno                             | -                                                                    | 81’                                                                  |
| 11-11-2020                                                           | Atene                                                                | Grecia                                                               | 2 – 1                                                                | Cipro                                                                | Amichevole                                                           | -                                                                    | 62’                                                                  |
| 14-11-2020                                                           | Strovolos                                                            | Cipro                                                                | 2 – 1                                                                | Lussemburgo                                                          | UEFA Nations League 2020-2021 - 1º turno                             | -                                                                    | 40’ 62’                                                              |
| 17-11-2020                                                           | Podgorica                                                            | Montenegro                                                           | 4 – 0                                                                | Cipro                                                                | UEFA Nations League 2020-2021 - 1º turno                             | -                                                                    | 64’ 65’                                                              |
| 24-3-2021                                                            | Nicosia                                                              | Cipro                                                                | 0 – 0                                                                | Slovacchia                                                           | Qual. Mondiali 2022                                                  | -                                                                    |                                                                      |
| 27-3-2021                                                            | Fiume                                                                | Croazia                                                              | 1 – 0                                                                | Cipro                                                                | Qual. Mondiali 2022                                                  | -                                                                    |                                                                      |
| 30-3-2021                                                            | Strovolos                                                            | Cipro                                                                | 1 – 0                                                                | Slovenia                                                             | Qual. Mondiali 2022                                                  | -                                                                    |                                                                      |
| 7-6-2021                                                             | Kharkiv                                                              | Ucraina                                                              | 4 – 0                                                                | Cipro                                                                | Amichevole                                                           | -                                                                    | 46’                                                                  |
| 25-3-2023                                                            | Glasgow                                                              | Scozia                                                               | 3 – 0                                                                | Cipro                                                                | Qual. Euro 2024                                                      | -                                                                    | 46’                                                                  |
| 28-3-2023                                                            | Erevan                                                               | Armenia                                                              | 2 – 2                                                                | Cipro                                                                | Amichevole                                                           | -                                                                    | 46’                                                                  |
| 17-6-2023                                                            | Larnaca                                                              | Cipro                                                                | 1 – 2                                                                | Georgia                                                              | Qual. Euro 2024                                                      | -                                                                    |                                                                      |
| 20-6-2023                                                            | Oslo                                                                 | Norvegia                                                             | 3 – 1                                                                | Cipro                                                                | Qual. Euro 2024                                                      | -                                                                    | 90+2’                                                                |
| 8-9-2023                                                             | Larnaca                                                              | Cipro                                                                | 0 – 3                                                                | Scozia                                                               | Qual. Euro 2024                                                      | -                                                                    | 46’                                                                  |
| 12-9-2023                                                            | Granada                                                              | Spagna                                                               | 6 – 0                                                                | Cipro                                                                | Qual. Euro 2024                                                      | -                                                                    | 55’                                                                  |
| 12-10-2023                                                           | Larnaca                                                              | Cipro                                                                | 0 – 4                                                                | Norvegia                                                             | Qual. Euro 2024                                                      | -                                                                    | 46’ 79’                                                              |
| 15-10-2023                                                           | Tbilisi                                                              | Georgia                                                              | 4 – 0                                                                | Cipro                                                                | Qual. Euro 2024                                                      | -                                                                    |                                                                      |
| 16-11-2023                                                           | Limassol                                                             | Cipro                                                                | 1 – 3                                                                | Spagna                                                               | Qual. Euro 2024                                                      | -                                                                    | 66’ 77’                                                              |
| 19-11-2023                                                           | Limassol                                                             | Cipro                                                                | 1 – 0                                                                | Lituania                                                             | Amichevole                                                           | -                                                                    | 57’                                                                  |
| 21-3-2024                                                            | Limassol                                                             | Cipro                                                                | 1 – 1                                                                | Lettonia                                                             | Amichevole                                                           | -                                                                    | 78’                                                                  |
| 25-3-2024                                                            | Larnaca                                                              | Cipro                                                                | 0 – 1                                                                | Serbia                                                               | Amichevole                                                           | -                                                                    | 75’                                                                  |
| 12-10-2024                                                           | Larnaca                                                              | Cipro                                                                | 0 – 3                                                                | Romania                                                              | UEFA Nations League 2024-2025 - 1º turno                             | -                                                                    | 11’ 46’                                                              |
| 15-11-2024                                                           | Larnaca                                                              | Cipro                                                                | 2 – 1                                                                | Lituania                                                             | UEFA Nations League 2024-2025 - 1º turno                             | -                                                                    | 56’ 82’                                                              |
| 21-3-2025                                                            | Larnaca                                                              | Cipro                                                                | 2 – 0                                                                | San Marino                                                           | Qual. Mondiali 2026                                                  | -                                                                    | 73’                                                                  |
| 24-3-2025                                                            | Zenica                                                               | Bosnia ed Erzegovina                                                 | 2 – 1                                                                | Cipro                                                                | Qual. Mondiali 2026                                                  | -                                                                    | 65’                                                                  |
| Totale                                                               |                                                                      | Presenze                                                             | 45                                                                   |                                                                      | Reti                                                                 | 4                                                                    |                                                                      |

## Palmarès

### Club

#### Competizioni nazionali
- Campionato cipriota: 1

Omonia: 2020-2021
- Coppa di Cipro: 2

Omonia: 2021-2022, 2022-2023